# Saint-Hilaire-le-Petit
Saint-Hilaire-le-Petit település Franciaországban, Marne megyében. Lakosainak száma 353 fő (2022. január 1.). Saint-Hilaire-le-Petit Saint-Clément-à-Arnes, Bétheniville, Pontfaverger-Moronvilliers és Saint-Martin-l’Heureux községekkel határos.

## Népesség
A település népessége az elmúlt években az alábbi módon változott:
| Lakosok száma | 328  | 313  | 279  | 281  | 337  | 344  | 339  | 342  | 347  | 353  |
|               | 1968 | 1982 | 1990 | 2006 | 2013 | 2015 | 2017 | 2019 | 2020 | 2022 |